# Irlanda en los Juegos Paralímpicos de Atenas 2004
Irlanda estuvo representada en los Juegos Paralímpicos de Atenas 2004 por un total de 42 deportistas, 34 hombres y ocho mujeres.

## Medallistas
El equipo paralímpico irlandés obtuvo las siguientes medallas:
| Nombre         | Deporte   | Evento                     |
| -------------- | --------- | -------------------------- |
| Oro            |           |                            |
| —              |           |                            |
| Plata          |           |                            |
| Conal McNamara | Atletismo | 400 m T13 masculino        |
| John McCarthy  | Atletismo | Disco F32/51 masculino     |
| David Malone   | Natación  | 100 m espalda S8 masculino |
| Bronce         |           |                            |
| Derek Malone   | Atletismo | 800 m T38 masculino        |